# B2G
B2G (anglicky Business-to-government – česky doslova podnikání pro vládu) je marketing mezi soukromým a státním sektorem. B2G je podmnožinou B2B (Business-to-business) a též je označován jako marketing veřejného sektoru (Public Sector Marketing). Zahrnuje marketingové služby a produkty poskytované vládě (vládním organizacím, atd.) prostřednictvím technik integrovaných marketingových komunikací jako je: styk s veřejností, agenda a propagace obchodní značky (tzv. branding), marcom, reklama a propagace či služby spojené s komunikací po internetu.
Vztahy mezi podnikem a státní správou (finančními úřady, pojištěním, orgány místní správy, …), probíhají nejčastěji na bázi výměny strukturovaných dat.